# Catcher-Eisfall
Der Catcher-Eisfall ist ein Gletscherbruch an der Südküste Südgeorgiens. Er befindet sich zwischen der Elephant Cove und dem Bomford Peak.
Das UK Antarctic Place-Names Committee benannte ihn 1977 in Erinnerung an die Walfangindustrie Südgeorgiens.